# Álex Tormo
Álex Tormo (20 de diciembre de 1974) es un actor y director de teatro.

## Biografía
Álex Tormo, al terminar selectividad, se matriculó en Farmacia de la Universidad Complutense de Madrid. Álex Tormo entró a formar parte de Triaca Teatral, una compañía teatral universitaria impulsada por el profesor de la Facultad Ángel González. Según sus palabras, «nuestro planteamiento es que aquel que quiera hacer teatro pueda hacerlo».
Para desarrollar su vocación por el teatro se licenció en Arte Dramático y representaría a la RESAD en el IV Maratón de Monólogos de la Asociación de Autores de Teatro del Círculo de Bellas Artes en 1999. También representaría para la RESAD una adaptación de Lope de Vega titulada Cestelvines y Feligreses (dirigida por Aitana Galán), en la que interpretó al Conde París. Este trabajo vino precedido por la representación de La muerte y la doncella.
Ese mismo año inició su colaboración con Guindalera, la compañía teatral levantada por el director Juan Pastor y Teresa Valentín; y contaba con un grupo de actores que incluía a Raúl Fernández, Ana Alonso, María Pastor, Ana Miranda, Josep Albert, Andrés Rus, Etelvina Soarez y Felipe Andrés. En aquella primera ocasión representarían El sueño de una noche de verano, sobre la cual Tormo ya había hecho sus pinitos con un nuevo montaje. El trabajo quedaba compaginado con las propuestas de Triaca y con colaboraciones en series de televisión como Hospital Central, en la que se encarnó a un primo de una joven a punto de casarse y que se veía envuelto en una pelea con su familia política.
A finales de año, Guindalera estableció su sede en Calle Martínez Izquierdo en Madrid, cerca del Barrio de Salamanca. La primera obra que se escenificó allí fue La larga cena de navidad, según la pieza de Thornton Wilder, en la cual los miembros de una familia evocan a las anteriores generaciones ya desaparecidas, constituyendo una reflexión sobre el paso del tiempo. Con esa representación se asentó las costumbre de repartir entre el público, a término de la función, un licor de guinda con el cual brindaría con los intérpretes de cada obra.
En 2005 Tormo puso en pie para Triaca Teatro Qué ruina de función según el texto de Michael Frayn, y que había sido llevada al cine por Peter Bogdanovich, y que narraba las visitudes de una compañía de teatro cuyas relaciones afectivas provocaban múltiples cambios en las representaciones de tal manera que cualquier parecido con el original resultase una mera casualidad, aquello realmente fue una ruina porque la gente se levantaba a mitad de función y se marchaba y algunas personas del público inclusive insultaba. Como actor, Tormo participó en el montaje de la RESAD -presentado en el Festival de Almagro- El conde de Sex sobre el texto que Antonio Coello regaló a Felipe IV; una obra sobre el deber como guía moral para la existencia y sobre los amores desgraciados. Óscar Hernández, José Bustos y Alejandro Navamuel fueron algunos de sus compañeros de reparto. Tormo completó el año con otro trabajo para Guindalera, Laberinto de amor, y una intervención en la serie sobre la mafia Lobos.
En 2006 el intérprete dirigió el montaje de Triaca Nuestra ciudad, adaptación de Thornton Wilder, y que en sus propias palabras «habla del paso del tiempo, y las arrugas y de lo poco conscientes que somos las personas de este hecho», y sobre las oportunidades perdidas. Con ella ganaba el X Certamen del Teatro de la Universidad Complutense. Ese mismo año Tormo se alzaba con una candidatura a los premios de la Unión de Actores al Mejor actor de reparto de teatro por La gaviota. En el montaje de Juan Pastor sobre el texto de Antón Chéjov, el actor encarnó al profesor Medvédeska; un hombre que ganaba veintitrés rublos al mes con los que alimentaba a su familia, y que se casaba con la hija de un terrateniente (Masha: Ana Alonso), quien aceptaba su proposición porque le obligaba a olvidarse de sus preocupaciones actuales; por mucho que al cabo del tiempo éste no aguantase su mera presencia.
En otoño Guindalera cambió de registro al representar Odio a Hamlet, adaptación de Paul Rudnick, en la que Tormo interpretó a Gary, un barrendero y también agente de un actor (Andrew: Raúl Fernández), que aceptaba a regañadientes que su representado representase en Central Park Hamlet porque al menos esperase que, olvidada la "aureola artística", Andrew protagonizase una mala serie de televisión. Gary en la función ejercía de contrapunto negativo de una sociedad basada en el éxito fácil frente a la dignidad a la cual aspiraba Andrew a alcanzar alguna vez en su carrera.
A este trabajo se le sumarían los ensayos de Nuestra navidad, algunos cortometrajes para la ECAM, y un pequeño papel en la serie MIR: un enfermero de pediatría que deja un bebé al cuidado de una residente que arrastra un sueño atroz y cuyo insomnio provoca un grave incidente que acaba siendo mortal y se mueren todos los personajes de la trama.
En 2007 Guindalera estrenó Traición, con Álex Tormo, según el original de Harold Pinter; la historia de un matrimonio (Robert y Emma) y su mejor amigo (Jerry), marcada por el adulterio, la falta de confianza; en suma una traición que minaría sus propias relaciones, dejando heridas abiertas en su ser. Estructurada en forma de un flash back que deconstruía el itinerario moral (el lamento generacional); Traición hablaba de la desarticulación de un modelo familiar en teoría confortable. En ella se emplearon canciones de los sesenta y setenta (George Harrison, Queen) y vestuario característico de la época.
Simultáneamente, Nuestra ciudad se convertía en la primera producción de Triaca que salía de la Comunidad de Madrid. El compromiso con Guindalera repercutió en la decisión de declinar la buena marcha de la obra en su ayudante de dirección, Diego Areso.
En mayo estrenó con Triaca La visita de la vieja dama, de Friedrich Dürrenmatt], cuyo personaje principal lo hacía la Duquesa de Alba.
En octubre de 2007 Álex Tormo retomó su papel en Traición al tiempo que se emitía su trabajo en Amar en tiempos revueltos. A finales del año retomaría sus papeles para En torno a la gaviota y La larga cena de navidad.

## Currículum

### Formación
- Licenciado en Farmacia (Universidad Complutense de Madrid) (2002).
- Licenciado en la Real Escuela Superior de Arte Dramático en interpretación textual (2003).
- Curso de postgrado en la RESAD. Aula de teatro clásico (2004).
- Cursos de interpretación ante la cámara. Profesores: Luis Gimeno, Ramón Quesada, Eva Lesmes y Sara Bilbatúa (2004/ 2006).

### Obras de teatro
Actor profesional
| Año     | Obra de teatro                 | Director        | Autor de la pieza   | Personaje             |
| 1998    | El sueño de un rey             | Els Comediants  | Els Comediants      |                       |
| 1998    | El círculo de tiza caucasiano  | Yolanda Porras  | Bertolt Brecht      |                       |
| 2003    | La ópera de los cuatro cuartos | Charo Amador    | Bertolt Brecht      |                       |
| 2004    | La muerte y la doncella        | Antonio Zancada | Ariel Dorfman       |                       |
| 2004    | Castelvines y monteses         | Aitana Galán    | Lope de Vega        | Conde París           |
| 2004    | La larga cena de navidad       | Juan Pastor     | Thornton Wilder     | Tío Lucas             |
| 2005    | Laberinto de amor              | Juan Pastor     | Miguel de Cervantes | Dragoberto            |
| 2005    | El conde de Sex                | Nacho Sevilla   | Antonio Coello      | Senescal              |
| 2005/06 | La gaviota                     | Juan Pastor     | Antón Chéjov        | Medvédenko            |
| 2006/07 | Odio a Hamlet                  | Juan Pastor     | Paul Rudnick        | Gary                  |
| 2007    | Traición                       | Juan Pastor     | Harold Pinter       | Robert                |
| 2007    | La gaviota                     | Juan Pastor     | Antón Chéjov        | Medvédenko            |
| 2007/08 | La larga cena de navidad       | Juan Pastor     | Thornton Wilder     | Pozo del Tío Raimundo |

Actor en el aula de teatro universitario
| Año  | Obra de teatro                  | Autor de la pieza       | Personaje |
| 1995 | Tres sombreros de copa          | Miguel Mihura           |           |
| 1996 | Mucho ruido y pocas nueces      | William Shakespeare     |           |
| 1998 | El sueño de una noche de verano | William Shakespeare     |           |
| 1999 | Por el bien de este país        | T. Wertenbaker          |           |
| 2000 | Notas de cocina                 | Rodrigo García          |           |
| 2001 | Los figurantes                  | José Sanchís Sinisterra |           |
| 2002 | La gran paz                     | Volker Braun            |           |

Director
| Año    | Obra de teatro             | Autor de la pieza    |
|        |                            |                      |
| 2005   | Qué ruina de función       | Michael Frayn        |
| 2006/7 | Nuestra navidad            | Thornton Wilder      |
| 2007   | La visita de la vieja dama | Friedrich Dürrenmatt |
| 2011   | Momo                       | Michael Ende         |
| 2012   | Ahora vuelven a cantar     | Max Frisch           |

### Lecturas dramatizadas
2005- El beso de la mujer araña

### Series
| Año de emisión | Serie                     | Temporada.Capítulo | Personaje              |
| -------------- | ------------------------- | ------------------ | ---------------------- |
| 1999           | Famosos y familia         | 1.1                |                        |
| 2004           | Hospital Central          | 7.9                | Primo del novio        |
| 2005           | Lobos                     | 1.5                | Abogado                |
| 2005           | Amar en tiempos revueltos | 1.20               | Guardia civil          |
| 2006           | Los simuladores           | 2. 2               |                        |
| 2006           | Ellas y el sexo débil     | 1.2                |                        |
| 2007           | MIR                       | 1.4                | Enfermero de pediatría |
| 2007           | Amar en tiempos revueltos | 3.22, 3.24         | Cliente del Morocco    |

### Publicidad
- 2003: Radio Nacional de España. Dirigido por Daniel Calparsoro.
- 2004: Minute Maid. Dirigido por Luis Guiridi.

## Premios
Como actor
- Candidato al Premio Unión de Actores al mejor actor de reparto de teatro en la XVª Edición de los Premios de la Unión de Actores (2005), por En torno a la gaviota.
- Premio al Mejor Actor en el certamen teatral José María Rodero por la obra El círculo de tiza caucasiano (1998).

Como director
- Premio a la Mejor dirección por Nuestra ciudad en el Festival de Teatro de Moratalaz (2006).
- Premio a la Mejor dirección por La visita de la vieja dama en Teatro Estudiantil Universitario (2007)

Otros
- Premio a la Mejor Obra en T.E.U.: Nuestra ciudad (2006)
- Premio a la Mejor obra en el Festival de Teatro Clásico "La vida es sueño": Nuestra ciudad (2006).